# Little Nemaha River
Der Little Nemaha River ist ein rechter Nebenfluss des Missouri im Nemaha County im Südosten des US-Bundesstaates Nebraska. Die Flusslänge beträgt 121 km.
Der Little Nemaha River entspringt nahe Lincoln im Lancaster County, fließt dann südöstlich vorbei an Syracuse und Auburn und mündet etwa drei Kilometer südlich der Ortschaft Nemaha in den Missouri River. Der Fluss gehört zum Nemaha River basin.